# رالف سلطان
رالف سلطان هو سياسي كندي، ولد في 6 يونيو 1933 في فانكوفر في كندا. حزبياً، نشط في BC United ‏. وقد انتخب عضو الجمعية التشريعية لكولومبيا البريطانية ‏ عن دائرة West Vancouver-Capilano ‏ خلال فترته النيابية ‏.